# Jakob Knoblauch (Schauspieler)
Hans Jakob Knoblauch (* 27. September 1992 in Berlin) ist ein deutscher Schauspieler.

## Werdegang
Knoblauch hatte seine erste Rolle im Januar 2008 angelaufenen Kinofilm Die Rote Zora. Dort spielte er neben Linn Reusse als Zora die Hauptrolle des Branko Babič. 2009 und 2010 spielte er in diversen Nebenrollen im Fernsehen mit.
Jakob Knoblauch besuchte das Internatsgymnasium Schloss Torgelow.

## Filmografie
- 2008: Die Rote Zora
- 2009: Die Gräfin (Julie Delpy)
- 2009: Der Kriminalist (Fernsehserie, 1 Folge)
- 2010: Masserberg (Fernsehfilm)
- 2010: Meine Familie bringt mich um (Fernsehfilm)
- 2012: Tatort – Todesbilder